# Skorpion (bilmodell)
Skorpion var en amerikansk liten sportbil, som tillverkades som en karossats 1951-1954 för montering av köparen på ett chassi från Crosley Motors eller från någon annan tillverkare med en hjulbas på ungefär 2,03 meter. Motorn var från Crosley, till exempel en fyrcylindrig treväxlad motor, eller också från Ford, Offenhauser eller andra. 
Formgivaren Ralph Roberts började samarbeta med glasfiberpionjären Jack Wills 1942 i företaget Wills and Roberts Manufacturing Company i Pasadena i Kalifornien, vilket under andra världskriget tillverkade byggnader i glasfiberarmerad plast för Aerojet och nedsläppbara båtar i glasfiber för den amerikanska militären. Från omkring 1949 utvecklades karossen till en liten sportbil i glasfiber i företaget.
Omkring 25 enheter av modellår 1951 tillverkades först, varefter verksamheten såldes till Viking-Craft Manufacturing i Anaheim i Kalifornien, som fortsatte tillverkningen till 1954.
Det bedöms att det tillverkade sammanlagt omkring 150 exemplar.
Exemplar kan idag beses bland annat på LeMay America's Car Museum i Tacoma i delstaten Washington i USA.